# Expédition chinoise au Tibet (1720)
L’expédition chinoise au Tibet de 1720 est une expédition lancée par l'empereur mandchou Kangxi, second de la dynastie Qing, qui escorta Kelzang Gyatso, le 7e dalaï-lama, depuis le monastère de Kumbum dans l'Amdo jusqu'à Lhassa, et chassa les Dzoungars qui avaient mis fin à l'influence des Mongols qoshot. Elle se termina par la prise de Lhassa le 24 septembre 1720, l’intronisation du 7e dalaï-lama le 16 octobre de la même année et la mise en place d'une garnison et d'un commissaire impérial ou amban jusqu'en 1912, où prit fin la dynastie Qing.

## Contexte
Appelés à l'aide par les Tibétains, les Dzoungars ont raison de Lhazang Khan, petit-fils de Güshi Khan, qui avait tué Sangyé Gyatso, le régent du Tibet, et avait déclaré Tsangyang Gyatso, le 6e dalaï-lama, comme usurpateur, le remplaçant par Yeshe Gyatso. Mais, une fois à Lhassa, les Dzoungars emprisonnent Yeshe Gyatso, ce qui entraîne l'intervention militaire centrale chinoise de 1720.
L'historien japonais Yumiko Ishihama, s'appuyant sur des éléments probants de source mandchoue, avance que le premier principe de l'intervention de l'empereur Kangxi au Tibet au début du XVIIIe siècle était de protéger les enseignements bouddhistes. Selon lui, la foi religieuse manifestée par l'empereur de Chine joua un rôle crucial dans son acceptation par les Tibétains.

## Déroulement

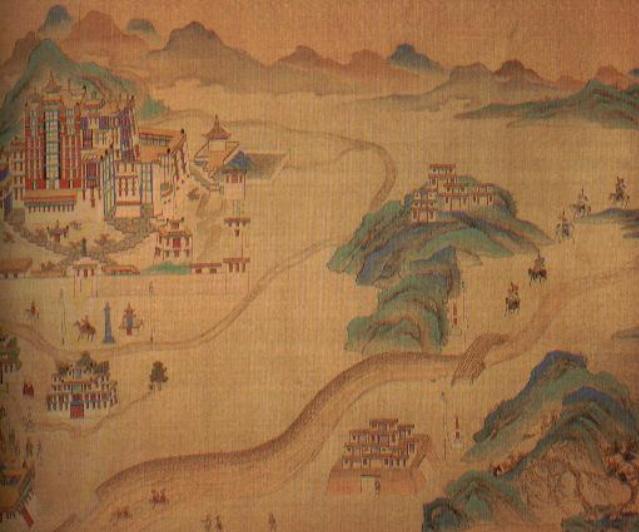
Entrée de l'armée impériale dans Lhassa.

En octobre 1720, l'armée impériale mandchoue chasse les Dzoungars de Lhassa. Elle arrête et exécute les principaux dignitaires tibétains ayant soutenu les Dzoungars, le régent Tagtsepa (en) y compris, et mettent en place le 7e dalaï-lama, Kelzang Gyatso, jusque-là tenu sous protection des Qing au monastère de Kumbum. Les Qing ont en effet décidé d'établir une sorte de protectorat plus ou moins lâche sur le Tibet afin d'y faire prévaloir leurs intérêts dynastiques. Ils protègeront les Tibétains des conflits avec les pays voisins ainsi qu'entre eux-mêmes et laisseront leurs chefs régner sur le Tibet d'une manière qui ne soit pas hostile aux intérêts des Qing. 
La fonction de régent est remplacée par un cabinet (kashag) composé de ministres (kalön) pris parmi les partisans de Lhazang Khan et présidé par l'un d'eux, Khangchennas (ou Khangchenné). Le jeune dalaï-lama est privé de tout rôle dans la conduite du gouvernement.
À Lhassa, à l'automne 1720, les murailles sont abattues, la garnison est constituée de 2 000 soldats mongols. La route entre Ta-chien-lu (打箭爐, dǎ jiàn lú ou Larégo, aujourd'hui ville-district de Kangding) et Lhassa est protégée par des détachements stationnant à Lithang, Bathang, Chamdo, en plus de Ta-chien-lu. Des mesures sont prises également pour que la garnison de Lhassa puisse rapidement recevoir des renforts.
En 1723, l'empereur Yongzheng, qui a succédé à Kangxi, mort l'année précédente, décide de retirer les troupes chinoises de Lhassa afin qu'elles ne pèsent pas sur l'économie du Tibet, privant de ce fait les administrateurs tibétains de tout secours militaire.

## Suites
À la suite de l'écrasement de la rébellion du prince Qoshot Chingwang Lozang Tenzin au Kokonor (actuel Qinghai, comprenant une partie de l'Amdo), la dynastie Qing resépare en 1724 cette région du Tibet central et la place sous son autorité,. Un commissaire ou amban est envoyé à Lhassa en 1727.